# Elementare Funktion
Die elementaren Funktionen sind in der Mathematik solche Funktionen, die sich aus immer wieder
auftauchenden, grundlegenden Funktionen (wie z. B. Polynomen oder dem Logarithmus) mittels der Grundrechenarten und Verkettung bilden lassen. Die genaue Liste der erlaubten Funktionen, aus denen elementar genannte Funktionen zusammengebaut sein dürfen, variiert manchmal von Autor zu Autor.
Die elementaren Funktionen ergeben sich oftmals als Lösungen einer einfachen
Differential- oder Funktionalgleichung, und sind deshalb – mehr noch als die speziellen Funktionen – auch für viele Naturwissenschaften wie Physik oder Chemie grundlegend, weil sie immer wieder in den unterschiedlichsten Zusammenhängen auftreten.
Es ist für gewöhnlich relativ schwierig, zu zeigen, dass eine gegebene Funktion nicht elementar ist. Wichtige nichtelementare Funktionen, wie zum Beispiel das Fehlerintegral oder der Integralsinus, sind Stammfunktionen nicht elementar integrierbarer Funktionen. Von elementar integrierbaren Funktionen wird gesprochen, wenn die Stammfunktion einer elementaren Funktion selbst elementar ist. Auch diese Sprechweise ist nicht exakt.
Eingeführt wurden der Begriff der elementaren Funktionen von Joseph Liouville in einer Reihe von Artikeln von 1833 bis 1841.

## Definition
Meistens wird eine Funktion elementar genannt, wenn sie in der folgenden Liste auftaucht:
- konstante Funktionen: {\displaystyle 2,\ \pi ,\ e,} etc.
- Potenzfunktionen: {\displaystyle x,\ x^{2},\ x^{3},} etc.
- Wurzelfunktionen: {\displaystyle {\sqrt {x}},\ {\sqrt[{3}]{x}},} etc.
- natürliche Exponentialfunktion: {\displaystyle e^{x}}
- natürlicher Logarithmus: {\displaystyle \ln x}
- Trigonometrische Funktionen: {\displaystyle \sin x,\ \cos x,\ \tan x,} etc.
- Inverse trigonometrische Funktionen: {\displaystyle \arcsin x,\ \arccos x,\arctan x} etc.
- Hyperbolische Funktionen: {\displaystyle \sinh x,\ \cosh x,} etc.
- Inverse hyperbolische Funktionen: {\displaystyle \operatorname {arsinh} x,\ \operatorname {arcosh} x,} etc.

oder sich aus Funktionen in dieser Liste in endlich vielen Schritten durch Addition, Subtraktion, Multiplikation, Division oder Verkettung erzeugen lässt.
Man beachte, dass die Nebenbedingung „in endlich vielen Schritten“ wichtig ist, damit nicht zum Beispiel alle Potenzreihen elementar sind.

### Beispiele
Aus der obigen Definition folgt direkt, dass folgende Funktionen alle elementar sind:
- Addition, z. B.

{\displaystyle x+1}
- Multiplikation, z. B.

{\displaystyle 2\cdot x}
- Polynomfunktionen, z. B.

{\displaystyle 7x^{5}+4x^{4}-9x^{2}+1}
- Rationale Funktionen, z. B.

{\displaystyle {\frac {7x^{5}+4x^{4}-9x^{2}+1}{x^{4}+9}}}
- Sonstige, z. B.

{\displaystyle {\dfrac {e^{\tan x}}{1+x^{2}}}\sin \left({\sqrt {1+(\ln x)^{2}}}\right)}

### Gegenbeispiele
Ein Beispiel für eine nichtelementare Funktion ist die Fehlerfunktion
{\displaystyle \operatorname {erf} (x)={\frac {2}{\sqrt {\pi }}}\int _{0}^{x}e^{-t^{2}}\,\mathrm {d} t.}
Dass diese Funktion nicht elementar ist, ist nicht offensichtlich, kann aber mit dem Risch-Algorithmus gezeigt werden.

## Eigenschaften der Klasse der elementaren Funktionen
Direkt aus der Definition folgt, dass die Klasse der elementaren Funktionen abgeschlossen ist unter Addition, Subtraktion, Produkt und Quotientenbildung, sowie Verkettung.
Mit Hilfe der Produktregel, Quotientenregel und Kettenregel sieht man auch schnell, dass die Ableitung einer elementaren Funktion immer wieder elementar ist (sofern die Funktion differenzierbar ist).
Stammfunktionen von elementaren Funktionen sind oft nicht elementar, wie z. B. die oben erwähnte Fehlerfunktion.
Die folgenden Funktionen sind alle elementar, besitzen aber keine elementare Stammfunktion: {\displaystyle \exp(x^{2}),\ {\sqrt {\log(x)}},\ {\frac {\sin(x)}{x}},\ \exp(\exp(x)),\ \log(\log(x))}